# Roșiorii de Vede
Roșiorii de Vede là một đô thị thuộc hạt Teleorman, România. Dân số thời điểm năm 2002 là 31873 người.